# Dioh Williams
Dioh Clarence Williams (Monrovia, 8 ottobre 1984) è un calciatore liberiano, attaccante dell'Enköpings IS.

## Palmarès

### Club

#### Competizioni nazionali
- Superettan: 1

Häcken: 2004